# 尼崎理容美容専門学校
尼崎理容美容専門学校（あまがさきりようびようせんもんがっこう）は、厚生労働大臣指定で、兵庫県尼崎市にある専門学校。学校法人阪神専修学園によって設置されている。
理容・美容・メイク・ネイル・エステ・まつ毛エクステンション・着付けなどを学び、2年制の課程をもち、卒業時に専門士の称号がが与えられる。また、理容師または美容師の国家試験受験資格を得ることができる。

## 沿革
- 1953年 - 阪神整容専門学校を設立。
- 1969年 - 尼崎市御園町37番地に校舎を建設・移動。
- 1978年 - 阪神理容美容高等専修学校に校名変更。
- 1985年 - 準学校法人 阪神専修学園を設立、阪神理容美容専修学校に校名変更。
- 1996年 - 学校法人 阪神専修学園に変更。
- 1996年 - 中華人民共和国大連女子中等職業技術専業学校と協力校提携。
- 1998年 - 理容師法・美容師法の改正にともなう厚生大臣指定の変更。
- 1999年 - 日本エステティシャン協会（現：日本エステティック協会）の認定校として認可。
- 2001年 - 阪神理容美容専門学校へ校名変更。
- 2003年 - ヘアラルト阪神理容美容専門学校へ校名変更、学校創立50周年。
- 2003年 - 米国ロサンゼルスElegante Beauty Collegeと姉妹校提携。
- 2004年 - 姉妹校Elegante Beauty CollegeがMarinello Schools of Beautyに校名変更。
- 2007年 - NPO法人 日本ネイリスト協会（現：一般社団法人 日本ネイリスト検定試験センター）の認定理容美容養成学校として認可。一般社団法人 日本メイクアップ連盟の認定校として認可
- 2012年 - 一般社団法人日本眉目美容協会（アイラッシュ）の認定校として認可
- 2013年 - 学校創立60周年
- 2017年 - 一般社団法人IWPA国際ウエディングプランナー協会の認定校として認可
- 2018年 - 理事長に半田一朗が就任
- 2019年 - 尼崎理容美容専門学校へ校名変更

## 学科
昼間課程
- 理容科（募集定員15名）
- 美容科（募集定員50名）

通信課程
- 理容科（募集定員17名）
- 美容科（募集定員30名）

## 交通
- 阪神尼崎駅下車　西出口を出て南西へ徒歩1分。